# 前田普羅
前田 普羅（まえだ ふら、1884年（明治17年）4月18日 - 1954年（昭和29年）8月8日）は、俳人。高浜虚子に師事。「辛夷」主宰。本名は忠吉（ちゅうきち）。別号に清浄観子。

## 生涯
東京生まれ（生い立ちの詳細は不明で、生年は1886年の異説があり、生地も横浜としている文献がある）。両親が台湾に渡り、母の没後は父の再婚等の事情で伯父の家に育った。早稲田大学英文科中退。横浜裁判所勤務、時事新報社を経て報知新聞社横浜支局の記者となる。1910年結婚。俳句は1912年、裁判所時代の知人杉本禾人の勧めで「ホトトギス」に投句。1914年に主宰高浜虚子より、原石鼎とともに新鋭として称揚を受ける。同年「ホトトギス」課題選者。のちに石鼎、飯田蛇笏、村上鬼城らとともに大正初期の「ホトトギス」代表作家として評価されるに至る。1922年、「加比丹」を創刊するも7号で廃刊。
1923年、関東大震災によって家財一切を失う不幸に見舞われる。翌年、富山県に転居、報知新聞社富山支局の支局長となる。ここで立山連峰をはじめとする雄大な自然に感銘を受け、以来立山や黒部の山岳をしばしば渡り歩き、また能登や佐渡、飛騨へも足を延ばし句を作った。1926年、池内たけしに代わり「辛夷」選者に就任。1929年、同主宰となる。同年、富山永住を決意し、富山支局長となっていた報知新聞を退社、俳句に専念する。
晩年は戦争の被害を受け、奈良、京都、千葉、川崎など各地を転々とし、1950年に東京に戻った。この間に再婚と離婚。1952年、持病の腎臓病が悪化、高血圧症を併発。1954年8月8日、脳溢血のため東京都大田区矢口町の自宅で死去。戒名は普羅窓峯越日堂居士。

## 作風・評価
代表句に「人殺ろす我かも知らず飛ぶ螢」「雪解川名山けづる響きかな」などがある。雄大な自然を詠むことを得意とし、山岳俳句の第一人者として知られた。もともとは都会人であり若いころは江戸文芸に興味を持っていたが、家財を失って富山に移ってより、その陰鬱な風景や雄大な自然から影響を受け作風にも人生観にも変化を及ぼした。『春寒浅間山』は美しい日本の野山を詠った普羅の代表的句集で、その山岳俳句は飯田蛇笏などからも評価を受けている。
山本健吉は句柄の高さにおいて普羅を蛇笏と並ぶ作家と評価しており、「普羅の句には蛇笏の句のように醇厚さはなく、取材も狭く、句柄も痩せているが、その勁く鋭い響きは独特のものであり、その情熱の高さにおいて相拮抗している」と評している 。

## 著書
- 『能登青し』
- 『春寒浅間山』靖文社　1946
- 『飛騨紬』靖文社　1947
- 『普羅のことばと俳句』中島杏子編　藤田寛　1962
- 『定本普羅句集』辛夷社　1972
- 『雪山 前田普羅句集』中西舗土編　1992　ふらんす堂文庫
- 『渓谷を出づる人の言葉』能登印刷出版部　1994
- 『前田普羅/原石鼎』2007　新学社近代浪漫派文庫

## 関連文献
- 中西舗土 『前田普羅 生涯と俳句』 1971年、角川書店
- 中西舗土 『鑑賞 前田普羅』 1976年、明治書院
- 中西舗土 『評伝 前田普羅』 1991年、明治書院